# فرانکنتال (زاکسونی)
فرانکنتال (به آلمانی: Frankenthal) یک شهر در آلمان است که در باوتسن واقع شده‌است. فرانکنتال ۱٬۰۷۴ نفر جمعیت دارد.